# Rodolfo di Svevia
Rodolfo di Svevia, noto anche come Rodolfo di Rheinfelden, (1025 – Merseburg, 15 ottobre 1080) fu duca di Svevia dal 1057 al 1079, il 15 marzo 1077 fu eletto re dei Romani in opposizione a Enrico IV di Franconia e fu di fatto anti-re fino alla morte.

## Biografia
Rodolfo era figlio del conte Kuno di Rheinfelden, oltre che fratello del monaco di San Gallo e poi vescovo di Worms Adalberto, e fratellastro di Ita di Lotaringia, andata in sposa a Radbot d'Asburgo. Vi sono varie teorie riguardo alla sua ascendenza: egli forse era un homo novus dalle oscure origini, oppure un parente dell'imperatrice reggente Agnese, che gli conferì il ducato nel 1057 oppure ancora di ascendenza regia; sembra però, sulla base di ricerche recenti, che fosse discendente della casa regia borgognone dei vecchi Welfen, bisnipote di Rodolfo II di Borgogna, e quindi un lontano parente dell'imperatore Enrico III, la cui madre Gisella era figlia di Rodolfo II. Se questa ascendenza fosse certa, ciò spiegherebbe perché, oltre al ducato di Svevia, ricevette il titolo di duca di Borgogna, decisione favorita inoltre dal fatto che possedeva vasti allodi nel suddetto regno.
Oltre al ducato, Agnese promise in sposa a Rodolfo la figlia Matilde, ed i due si sposarono nel Tempo di Natale del 1059, quando ella ebbe l'età da marito. Matilde però morì meno di un anno dopo, nel 1060. Nel 1067 Rodolfo sposò Adelaide di Savoia, figlia di Oddone I di Savoia, riottenendo lo status di parente imperiale, essendo questa sorella della fidanzata di Enrico IV, Berta di Savoia. Sembra che Rodolfo ebbe come compito principale, durante la reggenza del sovrano minorenne, di pacificare il regno di Borgogna, nel quale ebbe mani libere di agire come meglio credette; di questo periodo sappiamo solo che sconfisse un esercito ribelle in Borgogna con dei cavalieri provenienti dalla Svevia nel 1063.
Per diversi anni fu un fedele alleato di Enrico IV, di cui era cognato sia per parte della prima che della seconda moglie. Fu al suo fianco nelle guerre in Turingia e in Sassonia, e gli diede un grande contributo per la vittoria nella prima battaglia di Langensalza durante la ribellione dei Sassoni.
In seguito alla lotta per le investiture fra papato e impero e alla scomunica di Enrico IV, Rodolfo tramò insieme ad altri nobili tedeschi per spodestare l'imperatore. Anche dopo l'andata a Canossa di Enrico egli continuò la sua opera, appigliandosi al fatto che Gregorio VII aveva revocato la scomunica a Enrico, ma non la dichiarazione di decadenza dal trono. Così il 15 marzo a Forchheim (Baviera) Rodolfo venne eletto re da alcuni principi tedeschi guidati dall'arcivescovo di Magonza Sigfrido e, incoronato il 26 marzo nel duomo di Magonza, si impegnò a rispettare il carattere elettorale della monarchia e a restare sottomesso al papa. Ma subito dopo l'incoronazione il popolo di Magonza, rimasto fedele a Enrico IV, si sollevò e Rodolfo dovette fuggire, riparando in Sassonia. Non potendo più rientrare in Svevia cedette il ducato al figlio Bertoldo e stabilì la sede del suo regno in Sassonia a Würzburg. L'imperatore Enrico IV allora, convocata nel 1077 la dieta di Ulm, gli tolse il ducato di Svevia, che diede poi a Federico I di Svevia.
Il 7 agosto 1079 con l'aiuto dei Sassoni Rodolfo attaccò Enrico IV nella battaglia di Mellrichstadt, l'esito della battaglia fu incerto e Rodolfo dovette nuovamente ritirarsi in Sassonia. Non godendo più del pieno appoggio del papa dovette anche cedere gran parte dei possedimenti reali e molti beni della Chiesa ai nobili che lo sostenevano.
Il 27 gennaio 1080 riuscì a sconfiggere Enrico nella battaglia di Flarchheim, il 7 marzo il papa scomunicò nuovamente Enrico e riconobbe Rodolfo re dei Romani. Il 14 ottobre le sue truppe affrontarono quelle di Enrico nella battaglia di Elster, vincendo, ma perse la mano destra e fu ferito mortalmente all'addome, quindi si ritirò nella città di Merseburg dove morì. Venne sepolto nella stessa città. I ribelli successivamente elessero come suo successore Ermanno di Salm.

## Matrimonio e figli
Nel 1057 sposò Matilde di Franconia, e i due non ebbero figli.
Egli sposò nel 1067 in seconde nozze Adelaide di Savoia, figlia di Oddone I di Savoia. Essi ebbero sei figli:
- Adelaide (1063/1065-† 1090), sposata nel 1077 con Ladislao I, Re d'Ungheria, come ci conferma il Bernoldi Chronicon[4];
- Bertoldo (1065 circa-† 1090), duca di Svevia, come ci conferma il Bernoldi Chronicon[5]; la madre potrebbe essere Matilde di Franconia;
- Agnese († 1111), sposata nel 1077 con Bertoldo II di Zähringen, duca di Svevia, come ci conferma la Genealogia Zaringorum[6];
- Berta († 1128), sposata nel 1077 con Ulrico X, conte de Bregenz, come ci conferma il Casus Monasterii Petrishusensis ed il De Rudolpho Suevico comite de Rhinfelden[7];
- Ottone, morto giovane;
- Bruno, monaco a Hirsau e poi abate nell'abbazia di Scheyern, secondo le Europäische Stammtafeln[8], vol II, 190 (non consultate)[3] .